# Lars Roverud
Lars Roverud (Vækerø nabij Asker, 19 december 1776 – Christiania, 26 februari 1850) was een Noors muziekpedagoog en muziekhandelaar en -uitgever.
Roverud werd geboren in het boerengezin van Peder Colbjørnsen Roverud (1751-1803) en zijn eerste vrouw Marie Elisabeth Larsdatter Søegaard. Lars Roverud trouwde in 1807 met Anne Marie Eger. Hij kreeg zijn eerste lessen aan de Katedralskole. Lars Overud zou en moest theologie studeren, maar koos toch voor de muziek. Hij werd, voor zover bekend, daarom onterfd en moest zijn eigen boontjes doppen. In 1801 was hij daarom onder het pseudoniem Peder Anker ingeschreven in Oslo; hij was toen docent "Literatuur en Muziek". 
In 1809 opende hij de eerste muziekwinkel in Noorwegen en twee jaar later de eerste Noorse muziekuitgeverij. In 1810 richtte hij het eerste muzieklyceum van Noorwegen op. In 1815 probeerde hij daarvoor meer financiële steun te krijgen. Hij studeerde met die verkregen steun zangpedagogiek in Leipzig (1819). Dit bracht hij vervolgens in praktijk in diezelfde Katedralskole. In 1828 studeerde hij nog in Stockholm
Hij was sinds 1834 verantwoordelijk voor verbeteringen van, en een nieuw cijfersysteem voor de psalmodicon, een eensnarig strijkinstrument. Hij had dat instrument “herontdekt” tijdens cursussen in zijn eigen Asker Seminarium. Hij promootte vervolgens die nieuwe versie (soms met staatssteun) in geheel Noorwegen, maar gaf ook onderwijs in kerkzang. Voor de promotie was het gunstig dat rond die tijd de door Ole Andreas Lindeman uitgegeven kerkliederen (Koralbog) als de nieuwe standaard werden goedgekeurd. Het psalmodicon was toen (naast de piano) het belangrijkste muziekinstrument voor muzieklessen. Hij kreeg daarbij gedurende een aantal jaren financiële steun om het muziekonderwijs verder te promoten van Kristiansand in het zuiden tot het afgelegen Tromsø in het noorden.
Als muziekdocent gaf hij les aan een aantal toonaangevende musici van midden 19e eeuw in Noorwegen. Halfdan Kjerulf (pianist, componist), Gudbrand Bøhn (violist) en Johan Hennum (cellist, dirigent) behoorden tot zijn leerlingen.
Hij was geen componist, maar arrangeerde wel werk van anderen om de uitvoering beter te laten klinken.
In 1850 kwam hij door een verkeersongeluk om het leven.